# A82 (Frankrijk)
De A82 ook wel La Bretonne is een autosnelweg in de Franse stad Nantes. De weg is 4,5 kilometer lang. 

## Toekomst
Men is van plan om van de A82 een langeafstandssnelweg met een lengte van 288 kilometer te maken in Bretagne. De weg gaat een verbinding vormen van Nantes naar Brest na ombouw van de huidige N165. Voor het gebruik van de A82 zal geen tolheffing plaatsvinden. Bretagne is overeengekomen dat de wegen tolvrij zijn.

## Plaatsen langs het traject
Bij voltooiing zal de A82 een aantal grotere steden in het zuiden van Bretagne gaan verbinden. Globaal loopt het traject vanaf Nantes (A11) via Vannes in de Morbihan langs Lorient en Quimper. Vanaf Quimper zal de weg in noordelijke richting gaan lopen tot aan de stad Brest. Op de rondwegen van Vannes en van Hennebont - Lorient zal de maximumsnelheid 90 km/h gaan bedragen, op de overige delen van deze 2x2-strooks autosnelweg met een maximumsnelheid van 110 km/h.